# 尕让乡
尕让乡，是中华人民共和国青海省海南藏族自治州贵德县下辖的一个乡镇级行政单位。

## 行政区划
尕让乡下辖以下地区：
尕让村、阿什贡村、阿言麦村、查曲昂村、亦什扎村、松巴村、扎力毛村、业隆村、关加村、大滩村、洛乙海村、东果堂村、席芨滩村、三角浪村、亦扎石村、大磨村、者么昂村、千户村、俄加村、二连村、黄河滩村和希望台村。